# Гноми (епізод Південного Парку)
«Гноми» (англ. Gnomes) — 17 епізод 2 сезону (№ 30) серіалу «Південний парк», прем'єра якого відбулася 16 грудня 1998 року. Це перший епізод, в якому з'являється Твік і його батьки.

## Сюжет
Містер Гаррісон доручає класу зробити доповіді, від успішності виконання яких залежить, чи залишиться він на посаді вчителя; в напарники до  Стена,  Кайла,  Кенні і  Картмана він дає Твіка. Той пропонує зробити доповідь про істот, які, за його словами, постійно крадуть його труси гномів; однак ті вважають, що Твік фантазує, і не погоджуються. Коли вони приходять до Твіка додому, щоб попрацювати над доповіддю, з'ясовується, що його батьки керують кав'ярнею; хлопці випивають дуже багато кави, від цього їм потім стає погано. Містер Твік викликається написати доповідь за дітей: він хоче, щоб вони привернули увагу громадськості до того, що його заклад не справляється з конкуренцією з боку кав'ярні  Harbucks .
Доповідь дітей про проблеми  малого бізнесу користується значним успіхом.  Соціальну рекламу з їх участю крутять по телебаченню; інформація про доповідь доходить до  мера, і кав'ярню  Harbucks  виганяють з міста.
Містер Гаррісон доручає хлопцям зробити ще одну доповідь. Однак діти нічого не тямлять в тому, про що «писали» раніше. Несподівано всі хлопці, крім Твіка, теж помічають в його кімнаті трусових гномів. Вони розмовляють з ними; з'ясовується, що крадіжка трусів - частина бізнес-плану гномів. Тоді хлопці просять гномів пояснити їм що-небудь про бізнес і корпорації. На основі почутого вони і роблять нову доповідь, в якому розповідають, що від великих корпорацій немає шкоди і що  Harbucks  успішно конкурують з кав'ярнею Твіка, тому що їх кава краща. Всі жителі міста, включаючи містера Твіка, погоджуються знову відкрити кав'ярню  Harbucks .

## Бізнес-план гномів
Складений гномами бізнес-план абсурдний:
1. Collect underpants (Збір трусів)
2. PROFIT (Вигода)

Гноми з ентузіазмом виконують першу фазу, зібравши цілу гору трусів, проте коли хлопці питають, що ж буде далі - виявляється, що гноми і самі не знають, що робити для отримання прибутку. Цей план став популярний в Інтернеті як приклад шаленого і абсурдного плану.

## Смерть Кенні
На Кенні падає вагонетка трусів гномів, що зійшла з рейок. Стен і Кайл буденним голосом говорять чергові фрази: «О боже, вони вбили Кенні! - Покидьки!» І повертаються до розмови з гномами. Гноми в жаху, проте на їхні репліки ніхто не реагує.

## Культурні відсилання
Після виходу епізоду, кальсони гноми і особливо бізнес-план, який не має другого пункту між «Зібрати труси» і «Вигода», почали широко використовуватися багатьма журналістами та бізнес-критиками як метафора невдачі, бізнес план часу інтернет-міхура  та погано спланованими політичними діями. Пол Кантор, професор літератури і економіки, який використовує епізоди Південного Парку в своїй програмі навчання, сказав: «Жодна з серій Південного Парку не викликала в рядах студентів стільки запалу, обурення і неприйняття, як ця. Точно не знаю, чому, але думаю, що це пов'язано з конфліктом між захисними механізмами елітістів і їх власним елітизмом ».

## Факти
- Кав'ярня  Harbucks  - натяк на велику мережу кав'ярень Starbucks.
- У студії можна помітити глядача, схожого на  Стівена Стотча.
- У цьому епізоді піднімалася тема гомосексуальності серед гномів
- У цьому епізоді з'являється інопланетянин: він стоїть серед натовпу людей в фіналі, коли всі сміються.
- У цьому епізоді показано, що офіцер Барбреді регулярно відвідує кав'ярню містера Твіка з метою отримати удар  кішкою по обличчю. Цей епізод увійшов в документальний фільм трупи Монті Пайтон  Life of Python  як приклад впливу, який справив гумор «Пайтон» на «Південний парк».
- Батько Твіка, містер Твік, постійно повторює фразу «Вони затиснули мені яйця в ...» - і згадує різні інструменти (лещата / блендер / соковижималку і ін.)
- У цій серії Картман говорить: «Давайте зробимо доповідь про Реймонда з телебачення. Всі люблять Реймонда » це є відсиланням до ситкому Всі люблять Реймонда.